# Grosser Preis des Kantons Aargau 1971
Il Grosser Preis des Kantons Aargau 1971, ottava edizione della corsa, si svolse il 8 agosto su un percorso di 220 km, con partenza e arrivo a Gippingen. Fu vinto dal francese Michel Périn della Fagor-Mercier-Hutchinson davanti al belga Jean-Pierre Berckmans e all'olandese Wim Prinsen.

## Ordine d'arrivo (Top 10)
| Pos. | Corridore             | Squadra                   | Tempo    |
| ---- | --------------------- | ------------------------- | -------- |
| 1    | Michel Périn          | Fagor-Mercier-Hutchinson  | 5h15'04" |
| 2    | Jean-Pierre Berckmans | Hertekamp-Magniflex       | a 30"    |
| 3    | Wim Prinsen           | Goudsmit-Hoff             | s.t.     |
| 4    | Henk Benjamins        | Goudsmit-Hoff             | s.t.     |
| 5    | Karl-Heinz Muddemann  | Flandria-Mars             | s.t.     |
| 6    | William Bilsland      | Peugeot-BP-Michelin       | s.t.     |
| 7    | Andre Doyen           | Hertekamp-Magniflex       | s.t.     |
| 8    | Mariano Martínez      | Hoover-de Gribaldy-Wolber | s.t.     |
| 9    | Frans Kerremans       | Hertekamp-Magniflex       | a 39"    |
| 10   | Willy De Geest        | Hertekamp-Magniflex       | s.t.     |